# ハイデラバード (パキスタン)
ハイデラバード (Hyderabad、ウルドゥー語・シンド語：حيدر آباد) は、パキスタンのシンド州の都市である。かつてはシンド州の州都であったが、現在はハイデラバード県の県庁所在地である。香水の都として知られ、「街の街路が香水で毎日洗い清められた」という伝承にちなんでパキスタン建国以前には「インドのパリ」とも称された。ハイデラバードの気候は気温・湿度ともに高い。同地域のシンド語文学運動の舞台となり、多くの詩人の生誕地でもある。文化と伝統に恵まれ、世界最大の腕輪（バングル）生産地であり、シンド州の都市部と地方を結ぶ交通の要所でもある。2015年の人口は約343万人。

## 歴史

### イスラム化以前
紀元前2600年から紀元前1800年のインダス文明時代、ムルターン地区は農業地域と森林であった。紀元前1500年から紀元前500年のヴェーダ時代、中央アジアからインド・アーリア人がインダス川地域に侵入し、定住した。この小さな漁村は不毛の丘によって洪水から守られていた。この村はネルーン・コトゥ(نيرون ڪوٽ)（ネルーンが来た場所）として知られるようになった。丘の上の小さな石灰岩は誓いの場所とされ、僧侶が村が交易で繁栄していることに感謝した。豊かであるが、武器をほとんど持たないこの村は外敵に狙われやすかった。
636年、チャチュ・ナーマによるとブラフマナバードはアフガム・ロハナが支配していた。

### イスラムによる征服

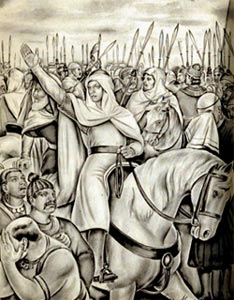
兵を率いるムハンマド・ビン・カーシム(711～712年)

711年、ムハンマド・ビン・カーシムが町を征服した。
712年中ごろまでに、イスラム軍はシンド州の大部分を征服した。アラブ人の短い支配の後、イスラム教に改宗した地元のソムルー族が支配を引き継いだ。
997年、アフガニスタンのガズナ朝のサブク・ティギーン王が、息子のマフムード王に王位を譲った。1005年、マフムード王はカーブルのシャヒ王国を征服した。続いてシンド州を征服した。
1206年、デリー・スルターン朝が征服した。スーフィズムの伝道師がイスラム教を広め、ダルガー（聖者廟）がシンド中に造られた。
1351年、サンマ朝が征服した。ソムルー族の法律は引き継がれた。
1524年、アフガニスタンのアルグーン朝が征服した。
1554年、北インドのムガル帝国が征服した。この新しい支配者はネルーンの住民と結婚し、土地に定着していったが、17世紀後半になってムガル帝国によるシンド州の支配が弱まった。
1701年、ヤー・ムハンマド・ハーン・カルホラは実質的なシンド州の支配者になった。彼は地域で最有力のカルホラ族(کلہوڑ)の出身であった。

### カルホラ朝・タルプル王国

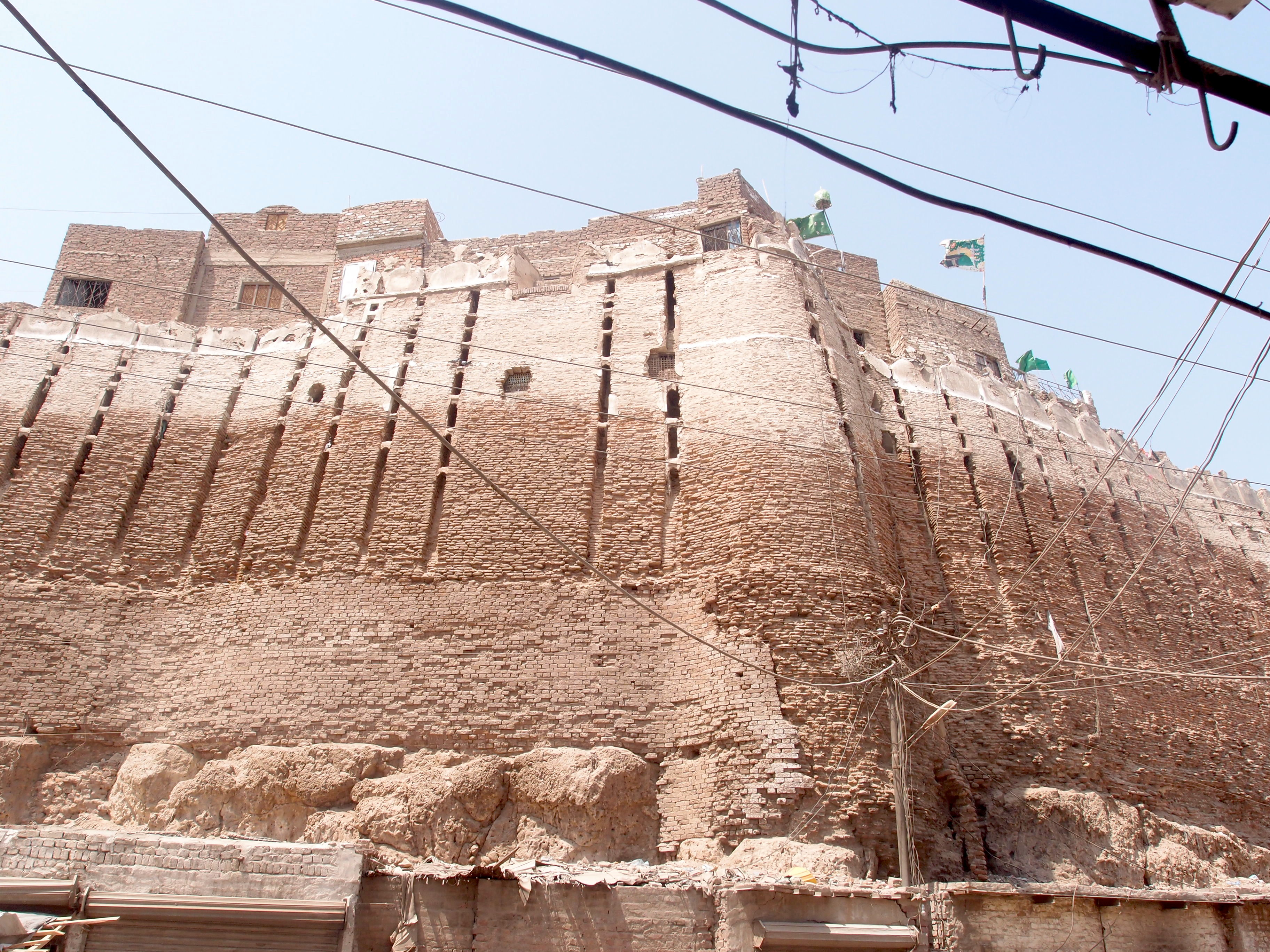
パッコ・チッロ砦

1757年ごろ、インダス川はモンスーンによる大洪水で流路が変化した。ミヤーン・グラーム・シャー・カルホラがシンド王になったとき、首都フダーバード（ダドゥの近く）は何度も洪水に見舞われていた。グラーム・シャー王はより良い場所に遷都することを決めた。グラーム・シャー王時代はシンドの黄金時代といわれている。
1768年、グラーム・シャー王は古都ネルーン・コトゥの上にパッコ・チッロ砦を中心に新首都ハイデラバードを建設した。ムハンマドの義理の息子のハイダルが名前の由来である。
1789年、タールプル王国のミール・ファテフ・アリー・ハーン・タールプルがカルホラ王国からハイデラバードを奪った。1792年、ファテフ・アリー・ハーン王は正式にハイデラバードに入城し首都とした。彼はパッコ・チッロ砦を住居兼王宮とした。フダーバードから多くの住民が新首都に移住した。
1843年2月17日、タルプル王国とイギリスの間でミヤーニーの戦いが始まった。3月24日、タルプル王国はイギリスに降伏した。その後、イギリスはシンド州全体を征服した。州都はイギリス東インド会社のあるカラチに移された。王族はカルカッタ近郊で幽閉された。王族の遺体はイギリスの許しを得て、ハイデラバードが始まった場所であるガンジョ丘に埋葬された。

### イギリス植民地時代
1853年、ハイデラバード市が設置された。
1857年、インド大反乱が起きた。
1861年、イギリスはパッコ・チッロ砦を武器庫として利用した。
1872年の人口は4万3088人であったが、1881年には人口が4万8153人に増加した。
1886年、北西鉄道が開通し、ラホールやカーブルと結ばれた。
1891年時点で5万8048人であった人口は、1901年に6万9378人まで増加した。市民の64%がヒンドゥー教徒で、35%がイスラム教徒、1%がキリスト教徒であった。キリスト教徒はイギリス兵のほかに改宗した住民もいた。ボンベイ管轄区で7番目に人口が多かった。人口増加に対応するために、イギリスは水道を広い範囲に設置した。

### パキスタン独立
1947年、パキスタンは独立を果たした。ムスリムのほとんどが全インド・ムスリム連盟とパキスタン運動を支援した。少数派のヒンドゥー教徒やシク教徒はインドに移住し、逆にインドからムスリムがハイデラバード地区に移住した。パキスタン運動以前、ハイデラバードには多くのシンド・ヒンドゥーが暮らし、交易や商業を行っていた。彼らは独立後もシンド州で暮らせると考えていたが、インドへの移住を強制された。インドからの移住者（ムハージル）によって多くの暴力事件が起きた。シンド・ヒンドゥーの財産はムハージルに奪われた。ムハージルは主にヒラバード地区の土地を受け取った。人口増加に伴い、パキスタン政府は2つの郊外地区をハイデラバードに新設した。ムハージルによりシンド州で2番目に人口が多くなったことで、再び州都になった。
1953年、自治体になった。
1955年、カラチに州都が移った。
1980年代、多数派のシンド人と新住民のムハージルの間で抗争が続き、社会が分断された。
1988年、ヒラバード地区からラティーファバード地区までの道に遺体が散乱していたと報告された。1日で60人が、暴動全体で250人が殺害された。その反動で、カラチでは60人以上のシンド語を話す人々が銃殺された。2,000人の警官が暴動を鎮圧しようとしたが、失敗した。また、民族の棲み分けが進んだ。